# Luis Emilio Blanco Coto
Luis Emilio Blanco Coto (nascut el 15 de gener de 1990) és un futbolista andorrà que juga com a migcampista al Santa Coloma i a la selecció d'Andorra.

## Carrera
Blanco va fer el seu debut internacional amb Andorra el 6 de setembre de 2020 a la UEFA Nations League contra les Illes Fèroe, que va acabar amb una derrota a casa per 0-1.